# Avelino Costa (Paços de Brandão)
Avelino Carvalho Costa, coloquialmente conhecido como Avelino Costa ou Eng.º Avelino Costa, é um político e engenheiro português, que desempenha o cargo de presidente da junta de Paços de Brandão, uma freguesia no concelho de Santa Maria da Feira . É membro do Partido Social Democrata e foi eleito presidente da junta de Paços de Brandão a 26 de setembro de 2021, onde venceu com uma maioria simples de 1119 votos, correspondendo a 41,94% da totalidade de votos validamente expressos. 
1. ↑  “Eng.º Avelino Carvalho Costa” https://jf-pacosdebrandao.pt/?page_id=103202
2. ↑  Como comprovado pelos resultados publicados pelo Ministério da Administração Interna, em relação às autárquicas de 2021]: https://www.eleicoes.mai.gov.pt/autarquicas2021/resultados/territorio-nacional?local=LOCAL-010919&election=AF